# Andrzej Wasilewski (generał)
Andrzej Wasilewski (ur. 22 maja 1953 w Parczewie) – generał dywizji Wojska Polskiego (od 2008), Szef Zarządu Organizacji i Uzupełnień P1 oraz czasowo pełniący obowiązki Dyrektora Departamentu Kadr MON
Zwolniony z zawodowej służby wojskowej z dniem 31 stycznia 2013 roku.
Od 1 lutego 2013 roku - Dyrektor Departamentu Kadr MON.

## Ordery i odznaczenia
- Krzyż Oficerski Orderu Odrodzenia Polski (2012)[1]
- Medal Złoty za Długoletnią Służbę (2013)[2]